# Croix-Rouge suédoise
La Croix-Rouge suédoise (en suédois : Svenska Röda Korset) est une organisation humanitaire suédoise membre du Mouvement international de la Croix-Rouge et du Croissant-Rouge. 
Fondée en 1865, elle a pour but de prévenir et de soulager les souffrances humaines, où qu'elles se produisent, volontairement et sans discrimination. En Suède, elle exploite plus de 1 000 agences locales gérées par des comités locaux. 